# Laranjal (Minas Gerais)
Laranjal é um município brasileiro do estado de Minas Gerais. É subdividido em dois distritos: Laranjal (sede) e São João da Sapucaia.

## História
Nos meados do século XIX, resultante de um pouso dos tropeiros e boiadeiros de então, nasceu, à margem do caminho que levava a São Paulo do Muriaé, Presídio, Meio Pataca e outras localidades, o arraial que mais tarde viria a ser a bucólica cidade de Laranjal. Diz-se que a região fora habitada primeiramente pelos índios puris, que, de modo geral, foram os primeiros senhores daqueles rincões. A área em que os aventureiros da época escolheram para ponto de descanso de suas longas caminhadas foi pouco a pouco atraindo alguns residentes, que ali se estabeleceram, quer como comerciante, quer como posseiros e agricultores das terras ao redor. Nasceu assim o primeiro núcleo que, já em 1871, pela Lei provincial nº 1783, de 22 de setembro, era elevado à categoria de distrito de paz, pertencente ao município de Leopoldina. Mais tarde, foi transferido para Cataguases, até que, em 1938, o Decreto-lei estadual nº 148, de 17 de dezembro, elevou-o à categoria de município, com o nome atual, que lhe foi dado em virtude de um grande Laranjal que existia na sede do distrito, a época em que o mesmo era povoado.

## Geografia
O município localiza-se na Mesorregião da Zona da Mata mineira. A sede dista por rodovia 348 km da capital Belo Horizonte.

### Rodovias
- BR-116
- MG-285

### Relevo, clima, hidrografia
A altitude da sede é de 175 m, possuindo como ponto culminante a altitude de 1119 m. O clima é do tipo tropical com chuvas durante o verão e temperatura média anual em torno de 23,5 °C, com variações entre 18 °C (média das mínimas) e 31 °C (média das máximas). (ALMG)

### Hidrografia
O município integra a bacia do rio Paraíba do Sul, sendo banhado pelos rios Pomba e São João.

### Demografia
Dados do Censo - 2022 
População total: 5.963 
Densidade demográfica (hab./km²): 29,1

## Cultura
No mês de agosto acontece a maior festa do local, a Exposição Agropecuária e Industrial, que há quase 30 anos é o maior evento da cidade e na qual já se apresentaram diversos artistas bastantes conhecidos do cenário musical como: Erasmo Carlos, Zé Ramalho, Zé Geraldo, Aguinaldo Timóteo, Bonde do Forró, Latino, Titãs, Cheiro de Amor, João Bosco e Vinicius, Teodoro e Sampaio, Cezar e Paulinho, NX Zero, Naldo Benny, Halvaro e Rodriguez, entre outros. Outro ponto alto de sua cultura são as Folias de Reis, que acontecem todos os anos entre 31 de dezembro e 6 de janeiro, tendo como ápice a missa com exaltação ao Divino e a chamada "entrega", que é nada mais que o evento final da festa. Consta de uma orquestra de violas, violões, sanfonas, cavaquinhos, bumbos, pandeiros entre outros instrumentos, embalados por um canto místico compreensível a poucos, mas rico em cultura da religiosidade popular católica. Acompanha uma semana madrugada adentro, juntamente, um homem travestido com roupas exóticas que narra contos, fatos e versos sobre o cotidiano, a bíblia e o dono da casa visitada, figura conhecida pelos populares como o "palhaço da folia".
Uma de suas personalidades mais marcantes foi o Cônego Geraldo Mendes Monteiro, conhecido popularmente como Padre Geraldo, grande sacerdote, professor, escritor, dentre outros títulos, deixou para Laranjal um legado cultural bibliotecário com seu nome, tendo algumas obras de suma importância para o município como o livro "História Geral do Laranjal" de sua própria autoria.
A Igreja católica é representada pela Matriz Nossa Senhora da Conceição, um belo exemplar de arquitetura que, aos poucos, perde suas características históricas por inúmeras reformas insensíveis à cultura. É datada em sua torre em 1909, sendo corrigidas por estudiosos ter sido construída antes disso, e tal data expressa apenas o ano em que a torre foi terminada.
Laranjal possui inúmeros exemplares de arquitetura histórica que não são aproveitadas em sua memória cultural. São algumas residências construídas no final do século XIX e início e meados do século XX e que ainda pertencem a famílias pioneiras da cidade. O maior exemplo é o sobrado onde fica o conhecido e tradicional "Bar Silva", que há anos pertence a família que nomeia o estabelecimento. Sua fachada é decorada com belos ícones de sentido não conhecido, mas que demonstram a riqueza cultural do município. O Bar Silva é um dos mais frequentados bares da cidade, até mesmo moradores de cidades vizinhas já o frequentou atraídos por seus famosos petiscos.

## Saúde
O Município de Laranjal, tem um Hospital (Hospital Comunitário de Laranjal), três Unidades Básicas de Saúde "UBS Manoel Jose da Costa (Centro), UBS Dr. Mario Inácio Carneiro (Areá Hospitalar) e UBS Antonio Gonçalves Vieira (Distrito de São João)" e uma Base do Samu que atende os Municípios de Laranjal, Palma e Recreio. que compõem a rede de atendimento do SUS. No município ainda se encontra dois laboratórios de análises clínicas, consultórios médicos, odontológicos, e um laboratório de prótese dentária.

## Turismo
O Lago formado pela barragem da Hidrelétrica Barra do Braúna, situada entre os municípios de Laranjal, Palma e Recreio, vem atraindo turistas para a região. Assim o local, aos poucos, vem se transformando em um ambiente propício para banhistas, esportes náuticos e para a prática de pesca.